# Oxyopes keyserlingi
Oxyopes keyserlingi là một loài nhện trong họ Oxyopidae.
Loài này thuộc chi Oxyopes. Oxyopes keyserlingi được Tord Tamerlan Teodor Thorell miêu tả năm 1881.